# Todd Slavkin
Todd P. Slavkin (* 19. September 1965 in Los Angeles) ist ein US-amerikanischer Drehbuchautor und Fernsehproduzent, der vor allem bekannt ist als Autor und Produzent der US-amerikanischen Fernsehserie Smallville. Sein Debüt als Autor gab er 1993 in einer Episode der Fernsehserie Palm Beach-Duo. Darauf folgten ein Jahr später der Fernsehfilm Der Retorten-Killer und im Jahre 2004 der Film Control – Du sollst nicht töten. Er verfasste auch alle Drehbücher für die Neuauflage der Serie Melrose Place.

## Filmografie
Als Drehbuchautor
- 1993: Palm Beach-Duo (Silk Stalkings) (1 Folge)
- 1994: Der Retorten-Killer (Natural Selection) (Fernsehfilm)
- 2002–2009: Smallville (26 Folgen)
- 2004: Control – Du sollst nicht töten (Control)
- 2009–2010: Melrose Place (18 Folgen)
- 2010–2011: My Superhero Family (No Ordinary Family) (3 Folgen)

Als Produzent
- 2002–2009: Smallville (130 Folgen)
- 2004: Control – Du sollst nicht töten (Control)
- 2009–2010: Melrose Place (18 Folgen)
- 2010–2011: My Superhero Family (No Ordinary Family) (12 Folgen)